# ليه كارتر
ليه كارتر (بالإنجليزية: Les Carter)‏ (24 أكتوبر 1960 في المملكة المتحدة - ) هو لاعب كرة قدم بريطاني في مركز الهجوم. لعب مع كريستال بالاس ونادي أديلايد سيتي لكرة القدم ونادي بريستول سيتي وCaroline Springs George Cross FC ‏.

## وصلات خارجية
- ليه كارتر على موقع قاعدة بيانات كرة القدم.إي يو (الإنجليزية)